# Xuanwu, Nanjing
För sjön med samma namn, se Xuanwu (sjö).
Xuanwu är ett stadsdistrikt i provinshuvudstaden Nanjing i Jiangsu-provinsen i östra Kina.

## Utbildning
Xuanwu har ett välutvecklat utbildningssystem bestående av över 40 colleges/forskningsinstitut, bland dem Sydostuniversitetet, Nanjings vetenskaps- och teknikuniversitet, Nanjings jordbruksuniversitet och Nanjings skogsbruksuniversitet. Över 70 akademier från den kinesiska vetenskapsakademien och den kinesiska ingenjörsvetenskapsakademien ligger i Jiangsuprovinsen varav nästan hälften ligger i Xuanwu.